# Doce (alimento)
Os doces  são conservas de frutas ou legumes, que misturam a polpa de um ou mais tipos de fruta ou legumes, cozidas em calda de açúcar, até atingirem uma consistência gelificada. Comem-se sobre fatias de pão ou bolachas, ou misturam-se com iogurte ou ainda para rechear bolos ou outros doces.
Distinguem-se das geleias, compotas e marmeladas, por causa dos métodos de confecção e das partes da fruta que utilizam, o que lhes confere consistências e aparências diferentes.  

## Características

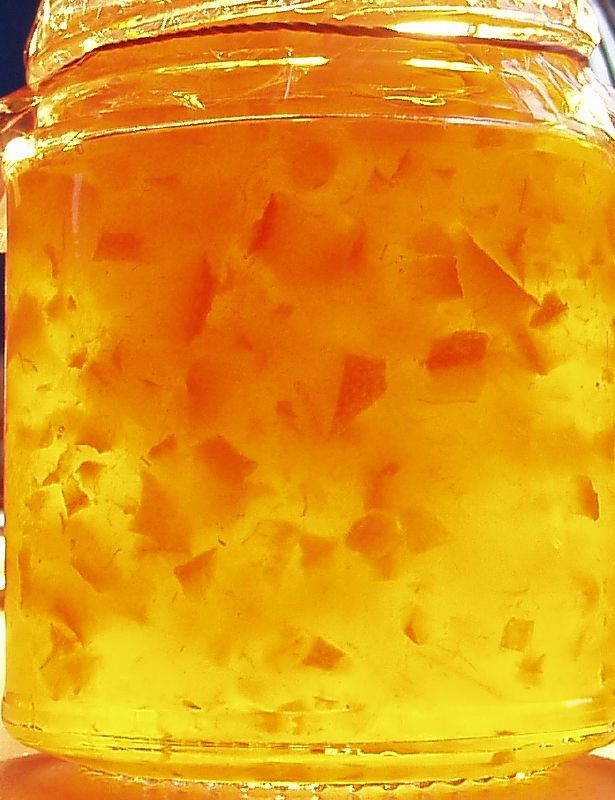
Doce em frasco.

Embora a proporção de fruta e açúcar varie em função do tipo de doce, do ponto de maturação da fruta e de outros fatores, o mais habitual é que seja usada a proporção 1:1 em peso. Quando a mistura alcança os 104 °C, o ácido e a pectina da fruta reagem com o açúcar, fazendo que ao arrefecer a mistura fique sólida. Para que se forme o doce é importante que a fruta contenha pectina. Algumas frutas que têm pectina são as maçãs, os citrinos e muitos dos frutos silvestres, excetuando os morangos e as amoras, por exemplo. Para fazer doces destas frutas a indústria junta-lhes pectina pura, mas o método caseiro consiste em juntar outra fruta com abundante pectina em pelo menos dois por cento (maçãs ou sumo de limão, por exemplo).

## Legislação
Na União Europeia, a Diretiva do Conselho Europeu (79/693/EEC, 24 de julho de 1979) dispõe sobre doces e geleias, regulando o conteúdo mínimo de fruta, que deles deve constar, incluindo no conceito «fruta» o tomate, o ruibarbo, a cenoura, a abóbora, a cebola, o pepino e outros vegetais, com que se pode fazer doces. Continua em vigor, sob a forma da directiva do Conselho 2001/113/EC, 20 de dezembro de 2001.
Com efeito, a directiva europeia 2001/113/CE de 20 de Dezembro de 2001 é o normativo geral europeu que tutela a confecção de «doces e geleias de frutos, citrinadas e creme de castanha destinados à alimentação humana». Dela consta a distinção legal entre «doce» e «geleia», que foi, ulteriomente, transposta para a legislação nacional, pelo Decreto-Lei n.º 230/2003, de 27 de Setembro.
Dessarte, aos olhos da legislação portuguesa, «doce de fruta» é a «mistura, levada à consistência gelificada apropriada, de açúcares, polpa e/ou polme de um ou mais tipos de frutos e água. Contudo, os doces de citrinos podem ser fabricados a partir do fruto inteiro, cortado em tiras e/ou rodelas.»
E distingue-se legalmente da «geleia» que, por seu turno, se afigura como «mistura, suficientemente gelificada, de açúcares e sumo e ou extracto aquoso de um ou mais tipos de frutos.»